# 疣枝菝葜
疣枝菝葜（学名：Smilax aspericaulis），为百合科菝葜属下的一个种。

## 扩展阅读
維基物種上的相關：疣枝菝葜